# Bucureșci
Bucureșci è un comune della Romania di 1 748 abitanti, ubicato nel distretto di Hunedoara, nella regione storica della Transilvania.
Il comune è formato dall'unione di 5 villaggi: Bucureșci, Curechiu, Merișor, Rovina, Șesuri.